# Szunyogszék
Szunyogszék (Szunyogszeg, románul: Dumbrăvița vagy Dumbrăvița Bârsei, korábban Țințari, németül: Schnakendorf) falu Romániában, az erdélyi Barcaságban, Brassó megyében.

## Fekvése
A Persányi-hegység lábánál, a Homoród-patak mellett fekszik, Feketehalomtól 9 km-re északra.

## Története
Először 1509-ben, Zwnyogzegh alakban említették. A Majláth család birtoka volt, amely a helységről vette nemesi előnevét is. 1512-ben egyik határköve Szent Miklóst ábrázolta. 1518-ban országos vásár tartására kapott jogot. 1531-ben Szapolyai János elkobozta a Ferdinánd-párti Majláth Istvántól és Brassó városnak adományozta. Majláth időlegesen ismét visszaszerezte, de 1541-ben, újabb pártütése miatt újból elvesztette. 1546-ban fia, Gábor szerezte vissza ismét a családnak. 1594-ben Báthori Zsigmond újra Brassónak adta. 1607–1618-ban a Schonkbenk családé, később ismét Brassóé volt. A 17–18. században szászok vagy magyarok is lakták, az 1658-as és 1683-as tatár pusztítások után csak románok. 1664-ben Apafi egyik részét Székely Mózesnek, a másik részét a Mikes családnak adományozta. Román lakói taksás jobbágyok voltak, akik földesúri szolgáltatásaikat pénzen váltották meg. 1764 és 1851 között az orláti határőrezredhez, 1876 és 1925 között Fogaras vármegyéhez tartozott. Lakóinak fő jövedelemforrása a szarvasmarhatartás és a mészégetés volt.

## Népessége
- 1850-ben 1588 lakosából 1562 volt román és 26 cigány nemzetiségű; 1588 ortodox vallású.
- 2002-ben 3637 fő lakta, közülük 3182 volt román és 441 cigány nemzetiségű; 3469 ortodox, 73 evangéliumi keresztény és 45 adventista vallású.

## Látnivalók
- A település és Barcaújfalu között létesített víztározó és halastavak 420 hektáros természetvédelmi területet alkotnak. Ez Erdély legjelentősebb vízimadár-megfigyelőhelye. 200-nál több fészkelő vagy átvonuló fajt figyeltek meg itt. A legfontosabb fészkelő fajok a haris, a törpegém, a bölömbika, a fekete gólya, a cigányréce, a vörös gém (a legnagyobb erdélyi populáció), a szürke gém és a nagy kócsag (utóbbi kettő egyedül itt fészkel Erdélyben). A terület nyugati részén fekvő eutróf mocsárban néhány ritka növényfaj is megtalálható: a jogaros kakastaréj, a szibériai hamuvirág, a vidrafű, a tőzegeper, a macskagyökér, a hússzínű ujjaskosbor, a mocsári nőszőfű és az európai zergeboglár.
- A Hămăradia-patak felső folyása mentén őstölgyes.
- A faluban található egy 18. századi malom.

## Híres emberek
- Itt született 1959-ben Nicolas Simion dzsesszszaxofonos.

## Képek

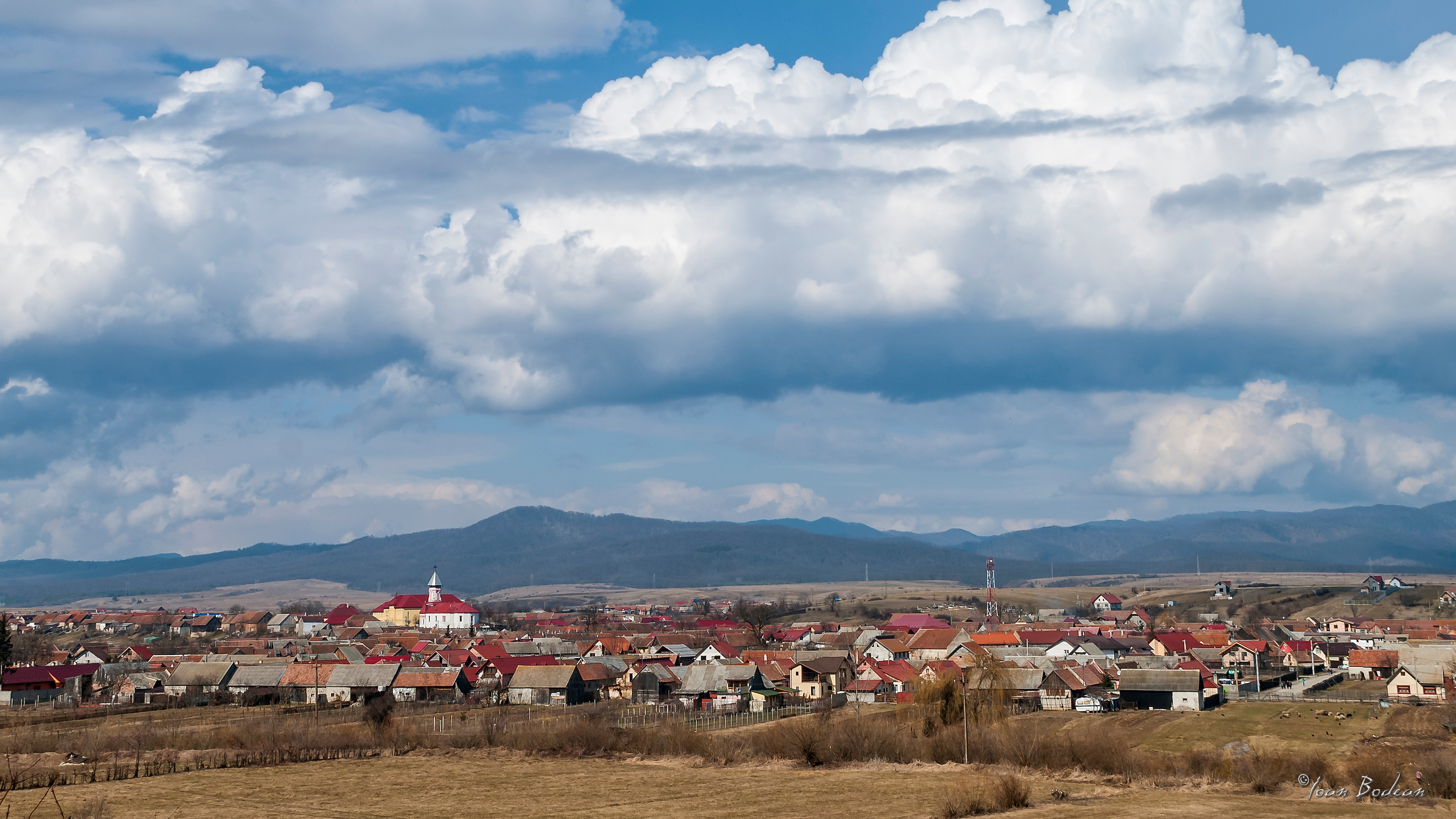
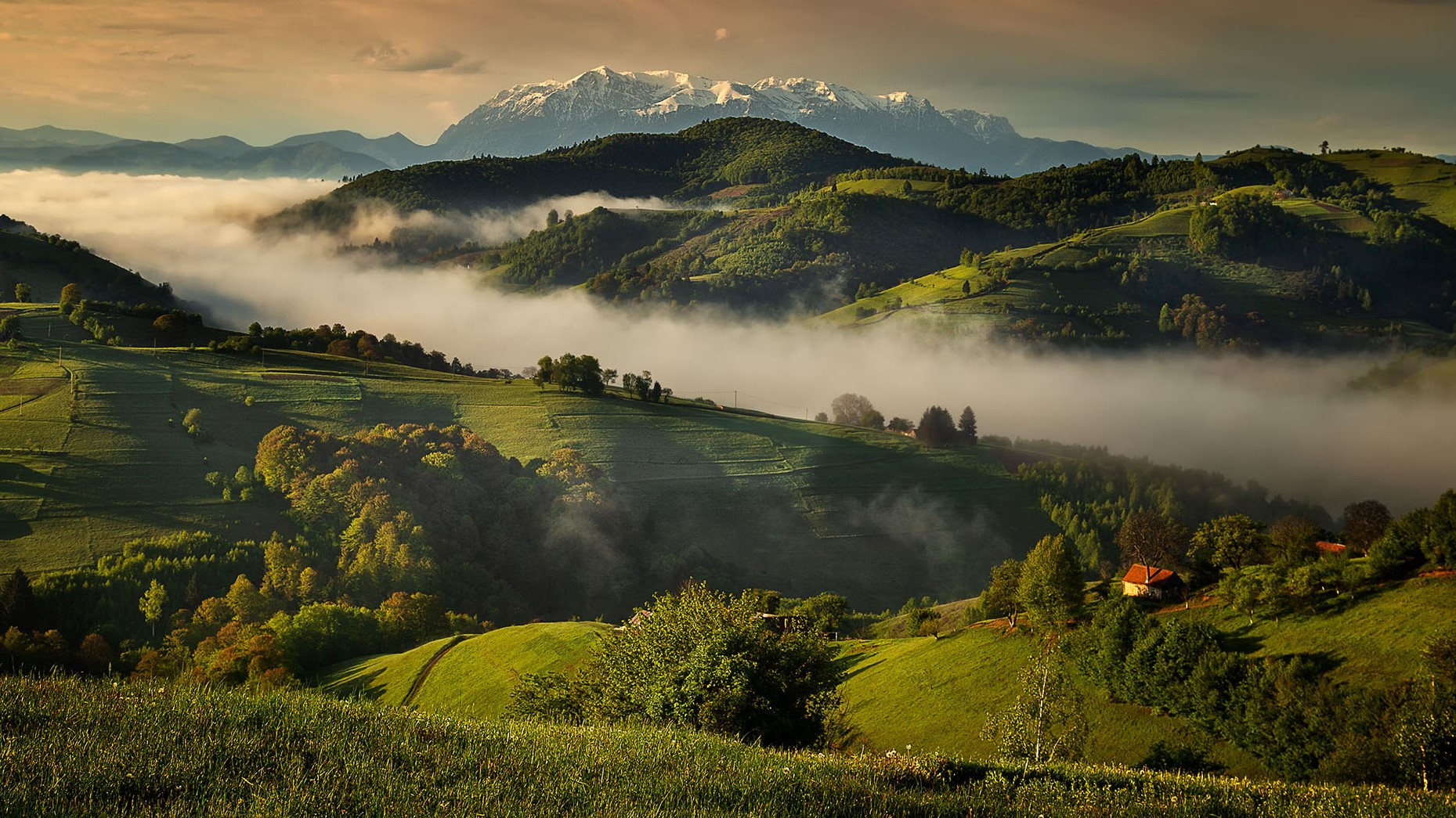
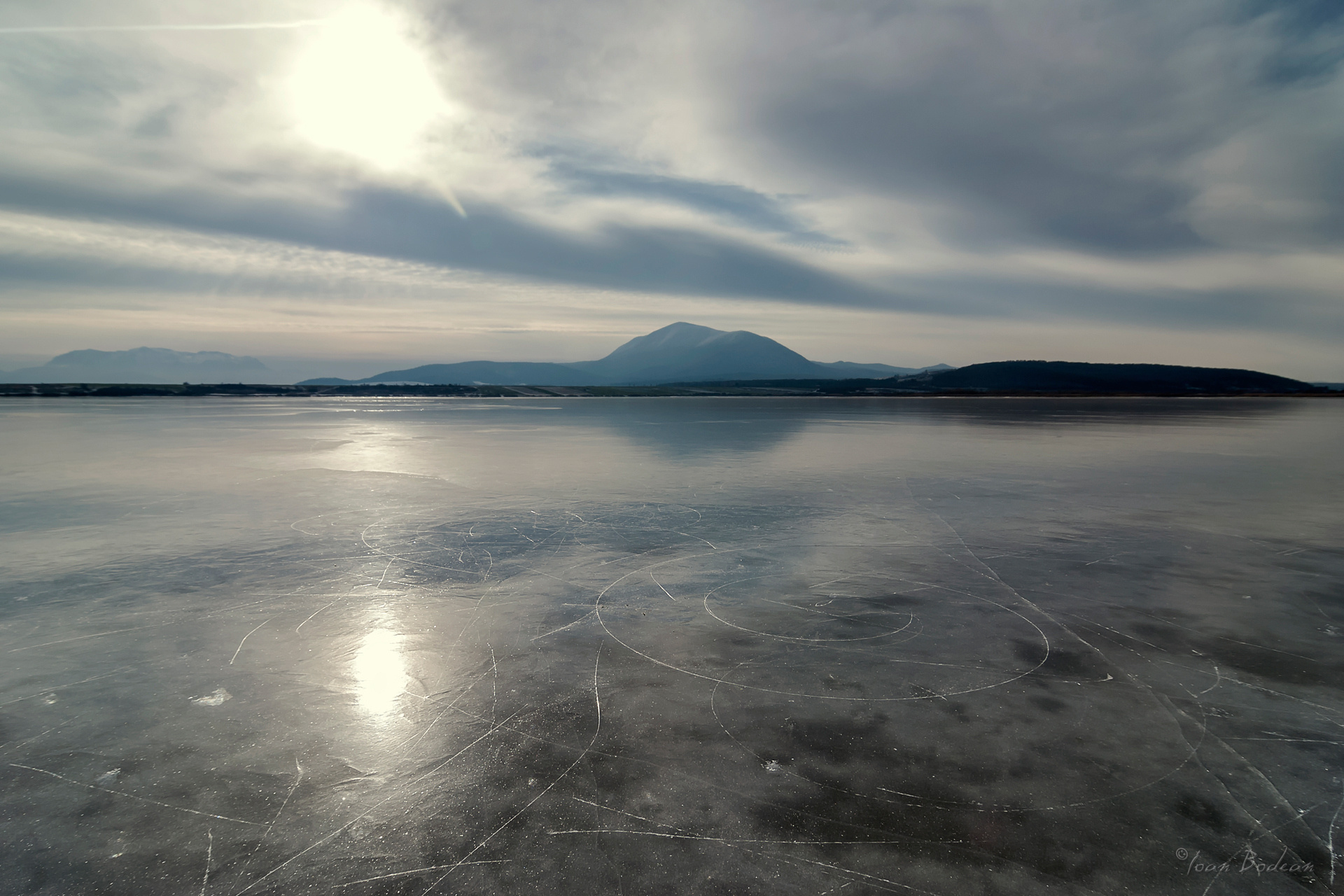
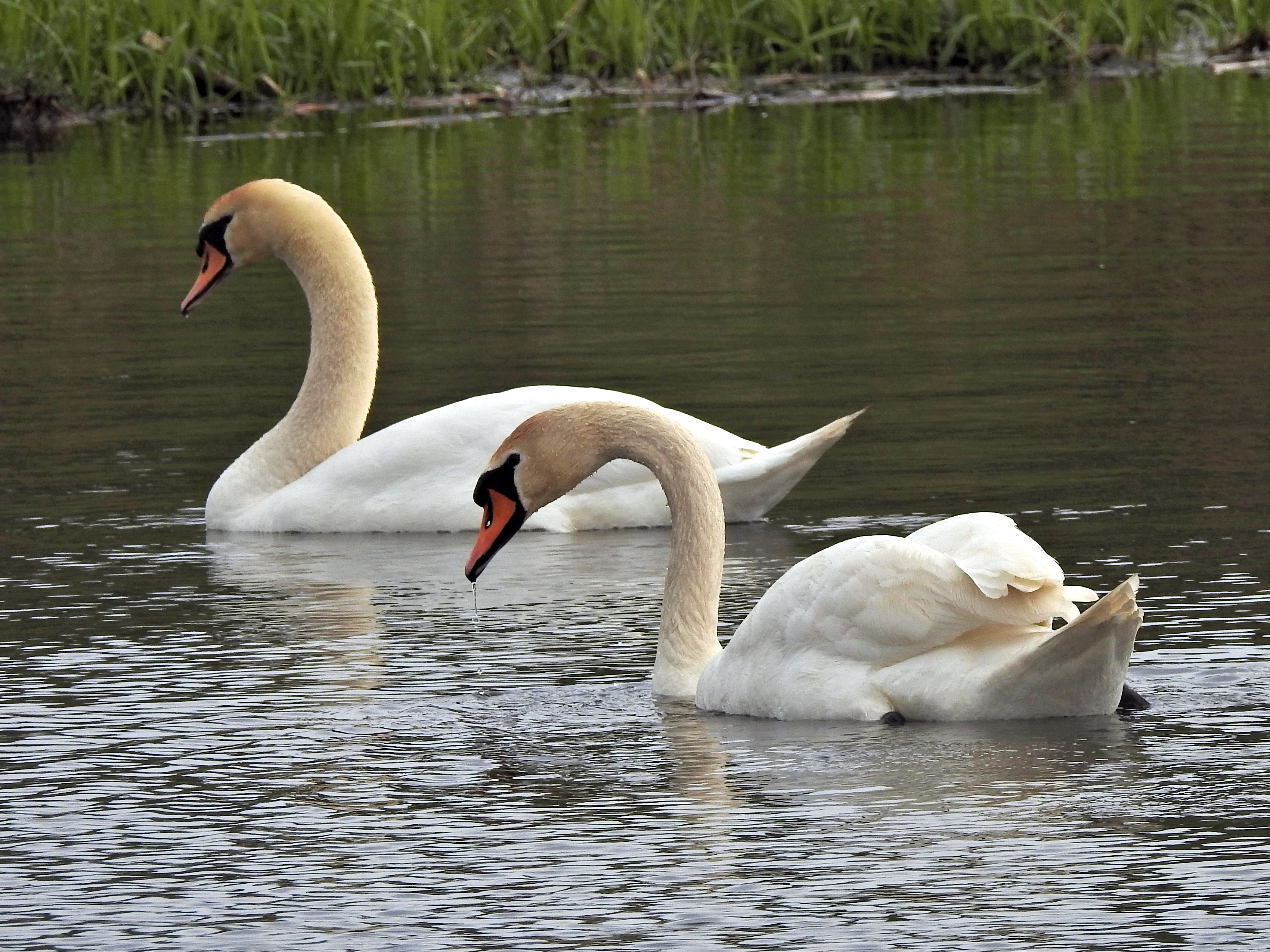